# 어린이 전쟁 박물관
어린이 전쟁 박물관(보스니아어: Muzej ratnog djetinjstva)은 보스니아 헤르체고비나 사라예보에 있는 박물관이다. 이 박물관은 보스니아 전쟁을 겪은 어린이들의 경험을 물건, 비디오 증언 등을 통해 보여준다.